# احمد شاه سادات
احمد شاه سادات (زاده: ۱۹۷۱ میلادی، ولسوالی دره نور ولایت ننگرهار) سیاستمدار افغانستانی و وزیر اسبق  مخابرات و تکنولوژی معلوماتی افغانستان است. وی پس از برکناری عبدالرزاق وحیدی مدتی به عنوان سرپرست وزارت مخابرات و تکنولوژی معلوماتی افغانستان فعالیت داشت و شهزادگل آریوبی جانشین وی شد.

## زندگی‌نامه
سید احمد شاه سادات زاده ۱۹۷۱ میلادی از روستای قلعه شاهی ولسوالی/شهرستان دره‌نور ولایت ننگرهار است. وی تحصیلات ابتدایی خود را در ولسوالی دره نور خواند و دوره مدرسه خود را در لیسه سید جمال الدین افغان به اتمام رسانید. در سال ۱۹۸۸ به انگلستان مهاجرت کرد و توانست مدرک لیسانس و ماستری/فوق لیسانس خود را در رشته مهندسی برق از دانشگاه‌های لندن و دانشگاه آکسفورد کسب کند.

### فعالیت‌ها
- همکاری به شرکت‌های بین‌المللی در زمینه الکتریک و مخابرات.
- مدیر رومینگ فنی بین‌المللی شرکت افغان بی سیم.
- مشاور ارشد فنی وزارت مخابرات.
- رئیس اداره تنظیم پروژه‌ها و عضو اداره آترا در افغانستان.
- مشاور ارشد در بخش هماهنگی پروژه‌های زیربنایی وزارت اقتصاد.
- معاون فنی وزارت مخابرات.